# Empire Earth II
Empire Earth II är uppföljaren till det populära spelet Empire Earth. Spelet utvecklades av företaget Mad Doc Software i samarbete med Sierra Entertainment (idag Vivendi Universal).

## Handling
Spelets handling går ut på att styra ett imperium. Man har ett antal olika resurser som man skall samla på hela tiden, och även några resurser som bara finns tillgängliga under några epoker. Med de olika resurserna kan man stadsadministrativa byggnader, hus, baracker för utveckling av soldater, universitet och andra byggnader. Målet varierar beroende på vilka inställningar man har, i single-playerkampanjen är målet att följa uppgifter som är utsatta för spelaren. Annars skall man ta över alla andra imperium eller bilda allians med dessa.

## Nyheter
Det finns några skillnader mellan Empire Earth II och Empire Earth. Grafiken är uppdaterad och användarinterfacet är förändrat och förenklat. Det finns även en ny tidsepok att utveckla sig till, den så kallade "Space age" (som även finns i Empire Earth: The Art of Conquest).
Sedan 2014 finns också en inofficiell patch (uppdatering) till spelet som underlättar att spela online med hjälp av gameranger och som fixar tidigare problem med svårigheter att köra spelet på Windows 8. Vilket har gjort spelet åter spelbart på nyare datorer. 
Spelet har under en period inte heller funnits att köpa i butiker eller online, men sedan 2013 finns spelet att köpa på GOG.com. Spelet från GOG.com går att patcha med den inofficiella patchen, och fungerar därför också på Windows 8, trots att det inte visas på gogs hemsida

## Epoker
- Stone Age
- Copper Age
- Bronze Age
- Iron Age
- Dark Ages
- Middle Ages
- Renaissance
- Imperial Age
- Enlightenment Age
- Industrial Age
- Modern Age
- Atomic Age
- Digital Age
- Genetic Age
- Synthetic Age

## Expansionspaket
Det finns också ett expansionspaket som heter "Empire Earth II: The Art of Supremacy" och släpptes året efter.